# 元稹
元稹（779年—831年9月3日），字微之，别字威明，河南府河南县（今河南省洛阳市）人，追尊魏昭成帝拓跋什翼犍第八子彭城王拓跋力真的后代。元稹早年和白居易共同提倡“新乐府”。世人常把他和白居易并称“元白”，兩人的詩風，被稱為元白體。

## 生平

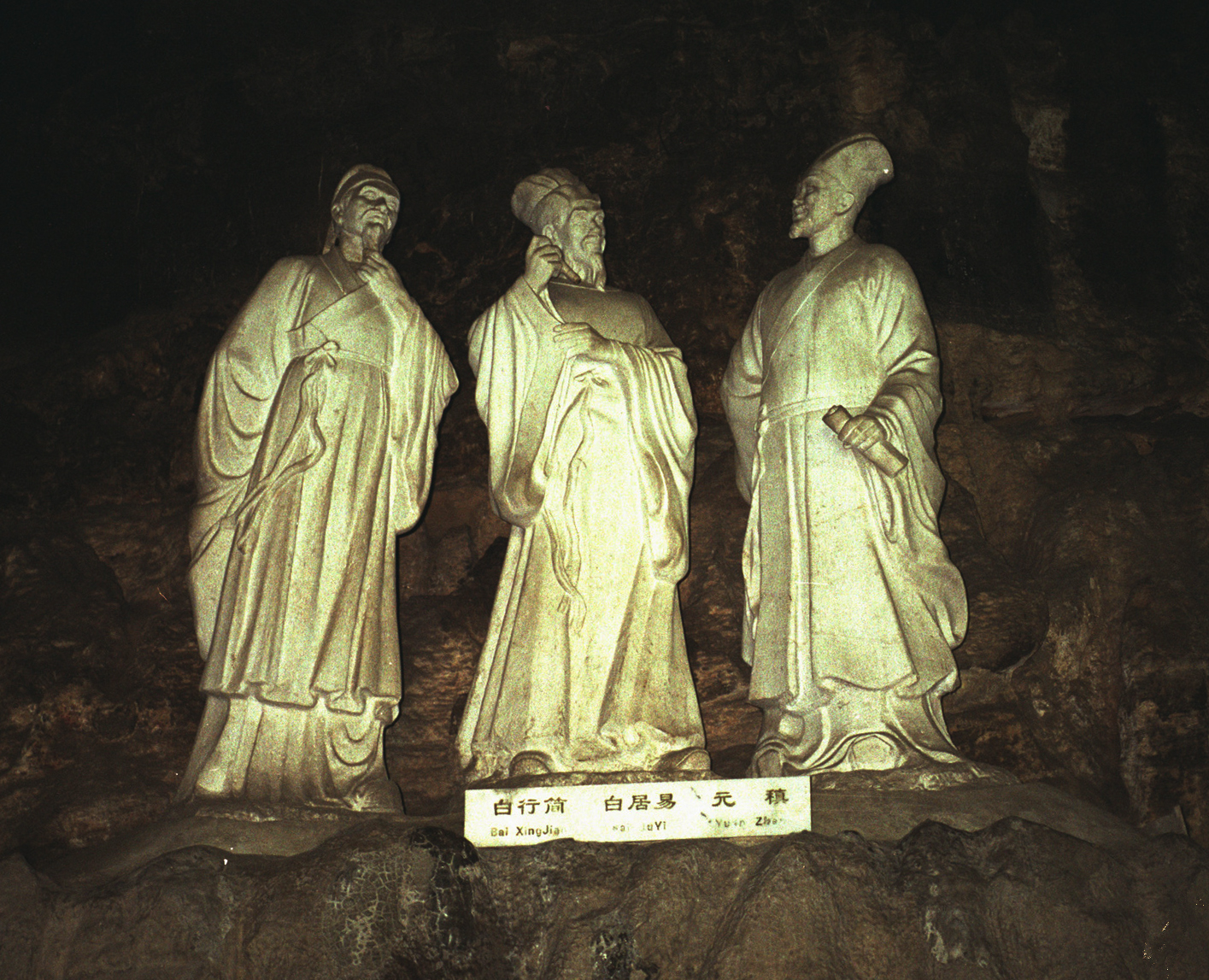
宜昌市三游洞摩崖白居易、白行简、元稹塑像

元稹生于唐大历十四年（779年），八歲喪父，隨生母鄭氏遠赴鳳翔，依倚舅族。幼孤家贫，郑氏亲授书传。九岁开始写文章。貞元九年（793年）擢較進士科簡易的明經科第，授校书郎，次年開始作詩。
貞元十五年（799年），仕於河中府。十九年（803年），娶出自京兆韦氏龙门公房韦夏卿的女儿韋叢，“稹时始以选校书秘书省中”。
元和元年（806年），举制科，对策第一，历右拾遗（一作左拾遗）、监察御史等职。元和五年（810年），與宦官爭宿驛舍正廳，被鞭打擊傷臉部，貶為江陵府士曹參軍。《舊唐書·元稹本傳》中卻記載：“稹既放志娛樂，稍不修邊幅，以瀆貨聞於時。”后来改任通州司马，虢州长史。
元稹早期與宦官鬥爭，後期竟依附宦官，在江陵結交監軍崔潭峻，此一時期詩作多寫身邊瑣事，缺乏內容。
元稹最擅長艳诗和悼亡诗，情真意挚，颇能感人，“实非寻常游戏之偶作，乃心仪浣花草堂之巨制，而为元和体之上乘，且可视作此类诗最佳之代表者也”。李肇《唐國史補》卷下：“元和以後，為文筆則學奇詭於韓愈，學苦澀於樊宗師；歌行則學流盪於張籍；詩章則學矯激於孟郊，學淺切於白居易，學淫靡於元稹，俱名為元和體。”
元和六年（811年），裴垍去世，元稹為了謀求仕進，轉而依附藩鎮嚴綬和監軍宦官崔潭峻，出入于魏弘簡宅第，為時論所鄙。元和九年（814年）严绶奉命讨伐淮西吴元济，宦官崔潭峻随作监军，元稹隨軍前往。
元和十四年（819年），拜膳部员外郎。次年，穆宗即位之初大赦。元稹就因回朝述職的崔潭峻之薦，被提升為庫部郎中、兼“知制诰”，參與詔書的草擬。擢祠部郎中。
长庆元年（821年），元稹任中书舍人、翰林学士承旨，为朝臣所轻視。一日中书省同僚一起食瓜，武儒衡一面挥扇驱蝇，一面斥叱：“适从何处来，而遽集于此！”同僚聽了臉色大變。是年（821年）十月，裴度上表抨擊元稹與知樞密魏弘簡阻撓討伐幽州軍事，稹出為工部侍郎。長慶二年（822年），和裴度同拜同平章事，一度成為宰相，二月建議為徹底息兵，應立即解除裴度的兵權。後與李逢吉傾軋，出為同州刺史，改浙東觀察使。
大和三年（829年），為尚書左丞，又出為武昌軍節度使，太和五年七月二十二日（831年9月2日），元稹突然发病，次日（831年9月3日）去世，虚岁五十三，唐文宗听说后为之哀悼，赠予尚书右仆射。元稹后事由三哥司农少卿元积和侄子御史台主簿元某等人监护，太和六年七月十二日（832年8月11日）葬于咸阳县奉贤乡洪渎原。
元稹著述甚多，著有《元氏长庆集》六十卷、《小集》十卷、《类集》等，长诗《连昌宫辞》较著名。宫中称其为元才子，平素与白居易友善谊深，常相唱和。二人早期文学主张也相近，同为新乐府运动倡导者，有些诗作对当时社会矛盾有所揭露，后期多写身旁琐事。又作有传奇《莺莺传》，這为元代的《西厢记》提供了原始素材。

## 家庭

### 六世祖
- 元岩，隋朝兵部尚书、平昌郡公

### 五世祖
- 元宏，隋朝北平郡太守

### 高祖
- 元义端，唐朝魏州刺史

### 曾祖
- 元延景，岐州参军

### 祖父
- 元悱，南顿县县丞、赠兵部员外郎

### 父母
- 元宽，比部郎中、舒王府长史、赠尚书右仆射
- 荥阳郑氏，出自北祖第六房，郑州刺史、赠太常卿郑远思曾孙女，朝散大夫、易州司马郑益孙女，睦州刺史郑济次女，京兆府泾阳县县令卢平子外孙女，追封陈留郡太夫人[13]

### 兄弟姐妹
- 元𥝹，蔡州汝阳县县尉[2]
- 元秬，朝议郎、侍御史、内供奉、盐铁转运、河阴留后
- 元积，朝请大夫、使持节、光州诸军事、守光州刺史、上柱国
- 元氏，嫁监察御史吴郡陸翰。[14]
- 元真一，出家为比丘尼

### 妻妾
- 韋叢，原配，字茂之，出自京兆韋氏龍門公房，太原少尹、赠秘书监韦伯阳曾孙女，岭南军司马、赠同州刺史韦迢孙女，太子少保、赠左仆射韋夏卿幼女，宰相裴耀卿外曾孙女，给事中裴皋外孙女，生五子，存一女，元和四年七月九日（809年8月23日）去世，同年十月十三日（809年11月23日）葬于咸阳元宽夫妇墓旁[15]
- 裴淑，继室，字柔之，出自河東裴氏，滁州永阳县县宰裴好古之女，天平军尚书庾承宣外甥女，元和十年（823年）嫁元稹，封河东郡君，咸通年间因病脚不能下地，咸通三年四月九日（862年5月11日）在安仁里私人住宅中去世，因占卜不吉利没有与元稹合葬，咸通五年六月八日（864年7月15日）葬于咸阳北原丞相元稹坟旁几步，另开墓穴
- 安仙嬪，妾，元和六年（811）李景儉介紹所納江陵當地女子，四年后在江陵金隈乡庄敬坊沙桥外二里妪乐之地去世[16]
- 李氏，侍人

### 子女
- 元保子，长女，生母韦丛，嫁校书郎韦绚
- 元荊，儿子，生母安仙嬪，早夭
- 元樊，女儿，生母安仙嫔，早夭[2]
- 元降真，女儿，生母安仙嫔，早夭[2]
- 元小迎，女儿，生母裴淑
- 元道衛，女儿，生母裴淑
- 元道扶，女儿，生母裴淑
- 元谟，小名道护，儿子，生母李氏

## 主要代表作
詩歌
《放言》《思歸樂》《連昌宮詞》《織婦詞》《梁州夢》《聞樂天授江州司馬》《遣悲懷三首》《離思五首》
傳奇
《鶯鶯傳》

## 與女性的傳聞軼事
張生自寓
元曲著名曲目《西厢记》的故事题材最早也是来自诗人元稹所写的传奇《会真记》（又名《莺莺传》），讲述张生在“有僧舍曰普救寺”中，和一美丽女子“天之所命尤物”名“崔莺莺”邂逅，但“始乱之，终弃之”，认为自己“善补过”，“智者不为，为之者不惑”。後人考證崔鶯鶯的原型可能是其姨表妹，张生原型可能就是元稹，或元稹的表兄弟。
隨着學術界思想的開放，越來越多的學者力圖突破傳統觀點的束縛，尋求事實的真相，於是產生了另一種觀點，即張生只是元稹塑造的藝術形象，並非本人。霍松林《略談〈鶯鶯傳〉》，劉明華《也説元稹的不白之冤》，黃忠晶《對陳寅恪先生〈讀鶯鶯傳〉的質疑》，謝柏梁《元稹〈鶯鶯傳〉非文過飾非》等文皆否定自寓説。吳偉斌在此問題上也頗為用心，連續撰寫了《“張生即元稹自寓説”質疑》《再論張生非元稹自寓》《論〈鶯鶯傳〉》《三論張生非元稹自寓》等文章，皆認為：張生絕非元稹自寓，在張生形象中確有元稹影子，但影子不等於本人。“僅僅根據作家塑造出來的小説人物之行蹤，勾勒作家生平、甚至編入年譜，寫入傳記，並以此抨擊作家的人品，顯然是難於服人的”。並於《質疑》中將自寓説的論據歸納為十條，論條反駁，論述周詳，頗能服人。20世紀末高等教育出版社的《中國文學史》是目前較為通行的文學史，對這個問題也表示了鮮明的立場，即：自傳説是不妥的。

與薛濤
元稹24岁时娶20岁的世家名门闺秀韦丛。元稹31岁时，27岁的韦丛因病去世，元稹悲伤不已，并为亡妻写了一系列悼亡诗，其中“曾经沧海难为水，除却巫山不是云”更被视为用情专一，情有独钟的千古佳句。然而，同年，元稹即在成都邂逅比自己大19歲的薛涛，才子佳人风花雪月，元稹走後遇上新歡，薛濤情知被騙，終生未嫁。两年后，元稹还在江陵府纳妾安仙嬪，三年後娶繼室裴淑。
元稹在成都時與樂妓薛濤有過一段情感經歷，二人邂逅於梓州（今四川三台縣）。元稹回到長安後曾寄詩給薛濤。有專家指出元稹“不但見女色即動心，且甚至聽女色而懷鬼胎”。
蔣一葵《堯山堂外紀·唐·白居易》載白居易任杭州刺史時，讓元稹把歌妓商玲瓏攜往越州。
對於以上説法，卞孝萱、陳坦、冀勤、吳偉斌等學者持反對意見。卞孝萱在《元稹·薛濤·裴淑》中認為嚴綬時任右僕射，不在成都，不可能遣薛濤侍稹，元薛之間只有“唱和關係”而“未曾會晤”。陳坦的《〈薛濤與元稹的關係問題及其他〉一文辨誤》也不同意二人有過愛情關係。冀勤《元稹道德品格之我見》主要針對蘇者聰文進行商榷。文章開列了元稹戀愛，婚姻的時間表，用事實説明元稹並非“輕薄放蕩、好色成性”。作者還指出，評價古代作家時必須有足夠材料依據，並顧及作家當時的“是非標準”。吳偉斌接連發表了《元稹與薛濤——兼與蘇者聰同志商榷》《也談元稹與薛濤的“風流韻事”》等文章，認為歷來關於元稹輕薄好色的説法並無可信根據，並於後文對此事全面探討。他還認為現存元薛唱和詩“實為他人偽作”，而薛濤的《贈遠二首》“實與元稹無涉”。

## 评价
明末清初的王夫之在《读通鉴论》中对元稹、白居易等的生活方式、政治态度、道家学问甚持批评。说到元稹、白居易等沉迷于酒肆、青樓，诗歌、書畫，虽然称名士，实则非国家之栋梁、君王之心膂。“此数子者，类皆酒肉以溺其志，嬉游以荡其情，服饰玩好书画以丧其守。凡此，非得美官厚利，则不足以厌其所欲。而精魄既摇，廉耻遂泯，方且号于人以为清流之津迳，而轻薄淫泆之士乐依之，以标榜为名士。如此，而能自树立以为君之心膂、国之桢干、民之荫藉者，万不得一。”
陳寅恪對元稹的道德評價较低，“微之所以棄雙文（即崔鶯鶯）而娶成之（韋叢），及樂天（白居易）、公垂（李紳）諸人之所以不以其事為非，正當時社會輿論道德之所容許”“綜其一生形跡，巧宦故不待言，而巧婚尤為可惡也。豈多情哉？實多詐而已矣”“乘此社會不同之道德標準及習俗並存雜用之時，自私自利”。
當代很多人把元稹視為古代用情不專的渣男之一
。